# Hans Mayer-Foreyt
Hans Mayer-Foreyt, né le 10 février 1916 à Brüx et mort le 11 décembre 1981 à Leipzig, est un artiste (peintre, graphiste, illustrateur et enseignant) de la RDA,,. 
Formé à l'Académie du graphisme et des arts du livre de Leipzig (Akademie für Grafik und Buchkunst), il fait partie de la nouvelle génération d'enseignant arrivée au début des années 1950,. Il fonde l'« École de Leipzig » avec Bernhard Heisig, Wolfgang Mattheuer et Werner Tübke.

## Biographie
Hans Mayer-Foreyt est né le 10 février 1916 à Brüx (aujourd'hui Most situé en Tchécoslovaquie). Entre 1931 et 1933, il suit une formation artistique à l'École des arts appliqués de Reichenberg. Quand la Seconde Guerre mondiale éclate en 1939, il devient soldat dans la Wehrmacht. Après la fin des conflits, il s'installe à Leipzig où il décide de poursuivre des études en art. Il s'inscrit en 1947 à l’Académie du graphisme et des arts du livre (Akademie für Grafik und Buchkunst). Diplômé en graphisme (1951), il est nommé enseignant à l'Académie. Il obtient le titre de professeur et dirige la section « premier cycle » en 1957.  
Membre de plusieurs associations d'artistes dont l'Association des artistes de la RDA (VBK/DDR), il participe à toutes les expositions d’art comme celles de l'Association des artistes du district de Leipzig ainsi qu'aux expositions d'art allemand de RDA (Kunstausstellungen der DDR) organisées à Dresde. Il répond à différentes commandes officielles et publiques dont des réalisations murales qui ont pour la plupart disparues aujourd'hui. 
Graphiste, il illustre des ouvrages de littérature comme celui de Martin Andersen Nexö, Der Lotterieschwede ou celui de Mikhaïl Cholokhov Le destin d'un homme (1965).
Artiste reconnu en RDA, il reçoit la médaille du mérite et la Pestalozzi-Medaille (1969) ou encore le prix de la ville de Leipzig (1973). Il prend sa retraite en 1979 et meurt le 11 décembre 1981 à Leipzig.

## Œuvres
Parmi son travail graphique et pictural, on peut citer :
- Ehrt unsere alten Meister, 1952, huile sur toile
- Illustrations de l'ouvrage de Martin Andersen Nexø : Die Puppe, 1956
- Illustrations de l'ouvrage de Heinrich Heine : Deutschland. Ein Wintermärchen, 1960
- Illustrations de l'ouvrage de Mikhaïl Cholokhov Le destin d'un homme, 1965
- Am Schaltpult, 1966, dessin
- Kohlköpfe, 1971, aquarelle
- Die Sophisten, 1976, gravure sur bois
- Es schneit große Flocken, 1977, huile sur toile
- Morgens am Strand mit Karvenalfiguren, 1980, huile sur toile
- Karneval im Krankenhaus, 1980, huile sur toile
- Der Specht im Walde, 1980, huile sur toile
- Blick am Morgen von Scherbelberg, 1981, huile sur toile (dernière toile de l'artiste)